# Rumunsko na Letních olympijských hrách 2004
Rumunsko se účastnilo Letní olympiády 2004. Zastupovalo ho 108 sportovců (50 mužů a 58 žen) v 16 sportech.

## Medailisté
| Medaile | Jméno | Sport                | Soutěž                                   |
| ------- | --- | -------------------- | ---------------------------------------- |
| Zlato   | Cătălina Ponorová | Sportovní gymnastika | Ženy kladina                             |
| Zlato   | Cătălina Ponorová | Sportovní gymnastika | Ženy prostná                             |
| Zlato   | Monica Roșu | Sportovní gymnastika | Ženy přeskok                             |
| Zlato   | Oana Ban Alexandra Eremia Cătălina Ponorová Monica Roșu Nicoleta Daniela Șofronie Silvia Stroescu                                              | Sportovní gymnastika | Družstvo žen                             |
| Zlato   | Aurica Bărăscu Georgeta Damianová Rodica Florea Liliana Gafencuová Elena Georgescu Doina Ignat Elisabeta Lipăová Ioana Papuc Viorica Susanuová | Veslování            | Ženy osmiveslice                         |
| Zlato   | Georgeta Damianová Viorica Susanuová | Veslování            | Ženy dvojka bez kormidelníka             |
| Zlato   | Angela Alupei Constanța Burcică | Veslování            | Ženy dvojka bez kormidelníka lehkých vah |
| Zlato   | Camelia Potecová | Plavání              | Ženy 200 m volný styl                    |
| Stříbro | Marian Oprea | Atletika             | Muži trojskok                            |
| Stříbro | Ionela Tirleaová | Atletika             | Ženy 400 m překážek                      |
| Stříbro | Marian Drăgulescu | Sportovní gymnastika | Muži prostná                             |
| Stříbro | Marius Urzică | Sportovní gymnastika | Muži kůň našíř                           |
| Stříbro | Nicoleta Daniela Șofronie | Sportovní gymnastika | Ženy prostná                             |
| Bronz   | Maria Cioncanová | Atletika             | Ženy 1500 m                              |
| Bronz   | Ionuț Gheorghe | Box                  | Velterová váha do 64 kg                  |
| Bronz   | Marian Drăgulescu | Sportovní gymnastika | Muži přeskok                             |
| Bronz   | Marian Drăgulescu Ilie Daniel Popescu Dan Nicolae Potra Răzvan Dorin Șelariu Ioan Silviu Suciu Marius Urzică                                   | Sportovní gymnastika | Družstvo mužů                            |
| Bronz   | Alexandra Eremia | Sportovní gymnastika | Ženy kladina                             |
| Bronz   | Răzvan Florea | Plavání              | Muži 200 m znak                          |